# Napomyza evanescens
Napomyza evanescens är en tvåvingeart som beskrevs av Friedrich Georg Hendel 1920. Napomyza evanescens ingår i släktet Napomyza och familjen minerarflugor. Inga underarter finns listade i Catalogue of Life.